# Omio
GoEuro Travel GmbH, що веде бізнес як Omio, раніше відомий як GoEuro — німецький веб-сайт, метапошукова система та туристична агенція. Основною функцією є порівняння та бронювання подорожей онлайн. Розташований у Берліні, Німеччина. Був заснований у 2012 році як GoEuro Нареном Шаамом.
У компанії Omio працює понад 300 осіб і вона надає послуги в 37 країнах Європи.
Веб-сайт доступний 21 мовою. Пропонує мандрівникам можливість організувати пересування транспортом, таким як потяги, літаки, автобуси тощо, використовуючи їхню платформу. Охоплює близько 207 європейських аеропортів, понад десять тисяч центральних автовокзалів та понад двадцять тисяч залізничних станцій.
У 2019 році веб-сайт змінив бренд на Omio після придбання австралійського туристичного веб-сайту Rome2rio.
У січні 2020 року Omio розширився до Канади та Сполучених Штатів.